# Crema catalana

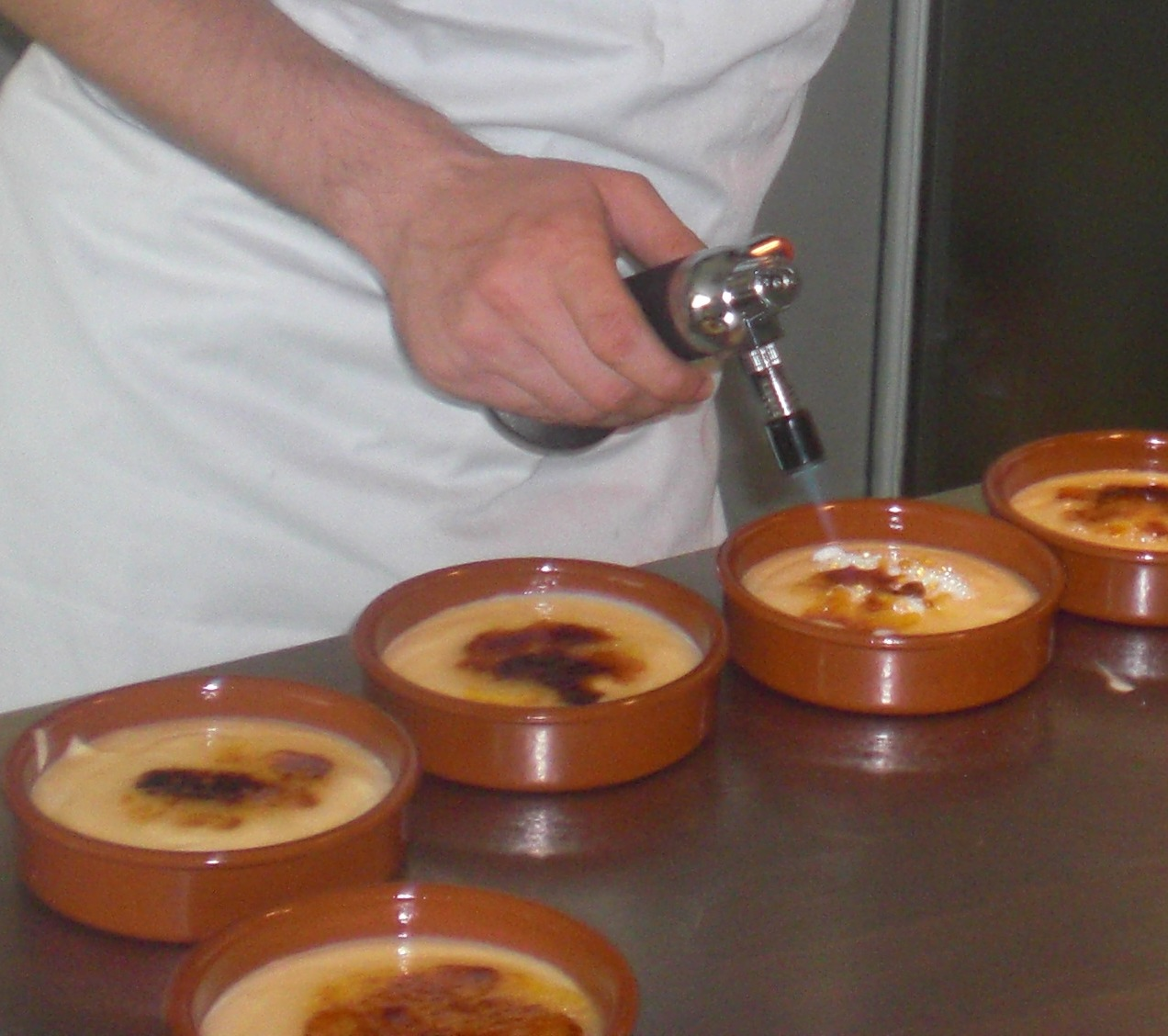
La caramellizzazione dello zucchero con l'apposito cannello

La crema catalana è un dessert tipico della Catalogna. Si presenta come una crema con base soffice e spumosa, sormontata da una pellicola croccante di zucchero caramellato.

## Storia
Questo dolce al cucchiaio viene servito per tradizione il 19 marzo alla Festa di San Giuseppe e infatti viene anche chiamata "crema de Sant Josep".
Le ipotesi sulle sue origini sono molteplici e molti paesi le rivendicano. Si pensa che la crema non sia propriamente di origini spagnole, bensì provenga dall'Inghilterra e che sia stata brevettata nel XVII secolo. Il college di Cambridge serviva la crema inglese, detta burnt cream, "stampando" sulla superficie del dolce lo stemma della scuola utilizzando un ferro arroventato. La crema inglese differisce però da quella catalana, in quanto più vellutata e meno densa.
I catalani ne rivendicano l'invenzione e ritengono che sia l'antenata della crème brûlée francese (a base di panna liquida, sulla quale viene caramellato lo zucchero). La differenza tra le due creme sta nel metodo di cottura: la crema catalana è cotta sul fuoco mentre quella brûlée viene cotta a bagnomaria.
Una leggenda narra che questa crema fu un'invenzione di alcune monache catalane. Un vescovo andò in visita al loro convento, e le monache per accoglierlo prepararono un budino che però risultò troppo liquido. Le monache allora aggiunsero dello zucchero caramellato caldo e quando lo servirono il vescovo gridò "crema!" che in catalano significa, oltre a crema, brucia. Da allora la crema viene anche chiamata "crema cremada".

## Preparazione
La sua preparazione è molto semplice, l'importante è munirsi di una fiammella a gas per creare la crosticina sulla superficie.
Gli ingredienti sono: latte, tuorli d'uovo, zucchero semolato, scorza di limone, cannella, maizena.
Di seguito sono riportate le dosi per 12 persone:
- 1 litro di latte
- 12 tuorli d'uovo
- 150 grammi di zucchero (più quello necessario alla copertura)
- 50 grammi di maizena
- la buccia di un limone
- un pezzetto di cannella

Si deve far cuocere la scorza di limone nel latte aromatizzato con un cucchiaino di cannella e far bollire il tutto.
Mentre la crema cuoce, si uniscono i tuorli d'uovo con la maizena e lo zucchero mescolandoli bene.
Infine il composto ottenuto deve essere unito al latte aromatizzato portando nuovamente a bollore per qualche minuto fino ad ottenere un composto denso.
Una volta cotta, la crema catalana va fatta raffreddare prima a temperatura ambiente e poi in frigorifero.
Per servirla al meglio si consiglia di versare la crema nelle coppette e cospargere la superficie con lo zucchero semolato.
Per caramellarla si può usare la fiammella oppure infornare le coppette col programma grill per alcuni minuti fino a far sciogliere e brunire lo zucchero.
Tradizionalmente questa operazione veniva eseguita con l'apposito "ferro per cremar", un disco in ghisa arroventato con un lungo manico.
La crema catalana può essere preparata anche con delle varianti, per esempio utilizzando le scorze d'arancia al posto di quelle di limone, aggiungendo la panna alla crema cotta, oppure l'aggiunta di pan di spagna e della frutta come fragole o frutti di bosco.
Può essere decorata con meringhe, scaglie di cioccolato o con bastoncini di cannella.